# Air Arabia
Air Arabia (mã IATA = G9, mã ICAO = ABY) là hãng hàng không giá rẻ của Các Tiểu vương quốc Ả Rập Thống nhất, trụ sở đặt tại Sharjah. Hãng có căn cứ ở Sân bay quốc tế Sharjah và là thành viên của Tổ chức các hãng hàng không Ả rập (Arab Air Carriers Organization). Hãng hiện có các tuyến đường quốc tế tới 41 điểm đến.

## Lịch sử
Air Arabia được thành lập ngày 3 tháng 2 năm 2003, là hãng hàng không giá rẻ đầu tiên trong khu vực. Hãng bắt đầu hoạt động từ ngày 28.10.2003 bằng chuyến bay đầu tiên từ Sharjah tới Bahrain. Đầu năm 2007, hãng đã bán ra 55% cổ phần cho công chúng. Hãng đã liên doanh với hãng Yeti Airlines của Nepal lập ra hãng hàng không giá rẻ Fly Yeti trụ sở đặt tại Kathmandu. Hiện nay hãng cũng có kế hoạch hợp tác với hãng hàng không tư Regional Air Lines của Maroc đ ểphát triển mạng lưới sang châu Phi. Ngoài ra hãng sẽ cùng với ngân hàng Ithmaar Bank ở Bahrain đầu tư vốn vào ngành hàng không Maroc..

## Các nơi đến
(Ngày 25.5.2008):
- Afghanistan

- Kabul (vừa mới ngưng)

- Ai Cập

- Alexandria
- Assiut
- Luxor

- Armenia

- Yerevan

- Ấn Độ

- Ahmedabad
- Bangalore
- Chennai
- Coimbatore
- Delhi
- Jaipur
- Kochi
- Kozhikode
- Mumbai
- Nagpur
- Thiruvananthapuram

- Bahrain

- Manama

- Bangladesh

- Chittagong
- Dhaka

- Các Tiểu vương quốc Ả Rập Thống nhất

- Sharjah

- Iran

- Shiraz
- Tehran

- Jordan

- Amman

- Kazakhstan

- Almaty
- Astana

- Kuwait

- Thành phố Kuwait

- Liban

- Beirut

- Nepal

- Kathmandu

- Oman

- Muscat

- Pakistan

- Karachi
- Peshawar

- Qatar

- Doha

- Ả Rập Xê Út

- Dammam
- Jeddah
- Riyadh

- Sudan

- Khartoum

- Sri Lanka

- Colombo

- Syria

- Aleppo
- Damascus
- Latakia

- Thổ Nhĩ Kỳ

- Istanbul

## Đội máy bay
(Tháng 10/2007)
- 19 Airbus A320-200 (trong đó 1 thuê của Vueling Airlines từ 15.3.2008)
- 28 Airbus A320 (đang đặt hàng)